# Petrônio Bax
Petrônio Bax (Carmópolis de Minas, 11 de maio de 1927 —Belo Horizonte, 19 de novembro de 2009) foi um artista plástico brasileiro dedicado à pintura, desenho, gravura e escultura. 
Filho de pai neerlandês e mãe brasileira, nasceu no distrito de "Japão de Oliveira" (na época pertencente à Oliveira et atualmente município de Carmópolis de Minas), passou parte de sua infância em Divinópolis e depois se instalou em Belo Horizonte. Entre 1946 e 1951, estudou pintura com Guignard e escultura com Franz Weissmann no Instituto de Belas Artes da Escola Guignard . De Guignard, conserva fortes influências picturais e poéticas, sobretudo os cenários de Minas Gerais. 
Seu pai, Pedro Bax, é o arquiteto da Matriz de Nossa Senhora do Carmo em Carmópolis de Minas, cuja construção se iniciou em 1927, ano de seu nascimento. Na capela-mor da mesma igreja, Petrônio Bax executou pinturas em 1988, hoje ocultadas após a restauração da mesma.
Os motivos e ambientes marinhos e as cenas bíblicas e religiosas são constantes em sua obra. Nas palavras de Monsenhor Almir, "Petrônio Bax tem o dom de captar no seu mágico pincel, de preferência a luz, com que sonda as águas e os mares, donde faz aparecer as criaturas que se comunicam com o mundo espiritual, saídas das nuvens e dos céus empíreos."